# August Winter (Offizier)
August Winter (* 18. Januar 1897 in München; † 16. Februar 1979 ebenda) war ein deutscher General der Gebirgstruppe im Zweiten Weltkrieg sowie in der Nachkriegszeit Mitarbeiter der Organisation Gehlen und des Bundesnachrichtendienstes (BND).

## Leben
August Winter besuchte das Wilhelmsgymnasium München. Aus der Abiturklasse trat er während des Ersten Weltkriegs im Januar 1916 in die Bayerische Armee ein und war zunächst als Fahnenjunker im 2. Telegraphen-Bataillon tätig. Am 1. Februar 1917 wurde er zum Leutnant befördert und für seine Leistungen mit dem Eisernen Kreuz II. Klasse sowie dem Militärverdienstorden IV. Klasse mit Schwertern ausgezeichnet.
Nach Kriegsende in die Vorläufige Reichswehr übernommen, diente er in der Nachrichten-Abteilung 21 und kam mit der Bildung der Reichswehr in die 7. (Bayerische) Nachrichten-Abteilung nach München. Hier wurde er als Adjutant und als Kompanieoffizier eingesetzt. Nach der Absolvierung seiner Führergehilfenausbildung im Stab der 6. Division in Münster, wurde Winter nach München in den Stab der 7. (Bayerische) Division versetzt, wo man ihn 1933 zum Hauptmann und 1936 zum Major beförderte.
Am 1. April 1939 wurde er Oberstleutnant und gehörte nach der Mobilmachung zum Zweiten Weltkrieg im Sommer 1939 zum Generalstab des Heeres. 1940 wurde er Erster Generalstabsoffizier (Ia) der Heeresgruppe A (später Heeresgruppe Süd und Heeresgruppe B). Für seine Leistungen hatte er am 22. Juni 1942 das Deutsche Kreuz in Gold erhalten. 1943 avancierte er zum Chef des Generalstabes der 2. Panzerarmee und wurde zum Generalmajor ernannt. Ab August 1943 war er Chef des Generalstabs der Heeresgruppe E in Saloniki und im März 1944 der Heeresgruppe F in Belgrad. Nach einer zeitweiligen Versetzung in die Führerreserve diente er ab Dezember 1944 als stellvertretender Chef des Wehrmachtführungsstabes im Oberkommando der Wehrmacht. Am 1. Mai 1945 erfolgte die Beförderung zum General der Gebirgstruppe. Damit war Winter einer der wenigen Generäle des Heeres, die nie eine Truppe direkt geführt hatten.
Im Juni 1946 wurde Winter als Zeuge im Rahmen der Nürnberger Prozesse vernommen. Spätestens Ende 1948 war Winter Chef des Stabes der Organisation Gehlen in Pullach und anschließend bis zu seiner Pensionierung Mitarbeiter beim Bundesnachrichtendienst (BND), bei dem er den Decknamen August Wollmann trug. Im Oktober 1948 war er Chef des Stabes der Organisation unter Reinhard Gehlen. Anfang 1951 wurde Winter „persönlicher Mitarbeiter für den Nachrichtendienst“, eine Art Klammer zwischen Beschaffung und Auswertung. Sein Stellvertreter war Heinz Herre. In dieser Zeit war er auch für das F-Netz verantwortlich, bei dem Funker ausgebildet wurden, die sich im Falle eines sowjetischen Angriffs überrollen lassen sollten, um hinter den feindlichen Linien Feindmeldungen abzusetzen. Bereits Ende 1951 verlor Winter den Posten als persönlicher Mitarbeiter wieder und erhielt als Sonderaufgabe die Leitung der Dienststelle Psychologische Kriegsführung (Tarnchiffre „60“). Im Oktober 1952 wurde er, aufgrund eines Autounfalls kaum mehr dienstfähig, von Hermann Foertsch abgelöst. Winter war bis zum Jahr 1965 Angehöriger des BND. Im Verteidigungsfall wäre Winter zur Allied Consultative and Coordination Group (ACCG) beim Supreme Allied Commander Europe der NATO gegangen. Von dort wäre er an der Führung der Special Operations oder nachrichtendienstlichen Operationen auf dem europäischen Kriegsschauplatz beteiligt gewesen.